# Los Altos, Kalifornien
Los Altos är en stad i södra änden av San Francisco-halvön, i San Francisco Bay Area. Staden är i Santa Clara County, Kalifornien, USA. Befolkningen var år 2000 27 693 stycken. Det är en av de rikaste platserna i USA.